# Baie de Saïda
La baie de Saïda (en russe : Сайда Губа, Saïda Gouba) est une baie de la péninsule de Kola, dans l'oblast de Mourmansk, dans la district fédéral du Nord-Ouest, en Russie. La baie de Saïda s'ouvre sur la mer de Barents. La localité rurale de Saïda Gouba est située sur la baie. 
La baie est utilisée par la Marine russe comme site de stockage de sous-marins nucléaires retirés du service. 